# Сперина Баса (Кунео)
Сперина Баса је насеље у Италији у округу Кунео, региону Пијемонт.
Према процени из 2011. у насељу је живело 29 становника. Насеље се налази на надморској висини од 296 м.